# Preußische ES 4
Die ES 4 ist eine nie in den regulären Einsatz gelangte Schnellzuglokomotive der Preußischen Staatsbahnen.

## Geschichte
1909 wurde sie zusammen mit drei weiteren Lokomotiven für Versuche mit der elektrischen Traktion auf der Bahnstrecke Bitterfeld–Dessau bei Krauss in Auftrag gegeben. Schon bald kam man zu der Auffassung, dass vier angetriebene Achsen bei Elektrolokomotiven eher für steileres Terrain geeignet seien, weswegen die Lok offiziell der Eisenbahndirektion Breslau übereignet wurde. In deren Bereich erforderte insbesondere die topographisch anspruchsvolle „Schlesische Gebirgsbahn“ in Richtung Görlitz auf dem steigungsreichen Abschnitt Lauban – Königszelt (heute: Lubań – Jaworzyna Śląska) leistungsstarke Loks. Nach den überaus schlechten Versuchsergebnissen ihrer Schwestermaschine Preußische EG 501 Halle wurde die ES 4 jedoch trotz einigen Versuchen, sie zu verbessern, nie im regulären Betrieb eingesetzt und 1923 aus dem Bestand gestrichen.